# Cornelia Linse
Cornelia Linse (Greifswald, 3 ottobre 1959) è un'ex canottiera tedesca.

## Palmarès
Tutte le medaglie elencate sono state conquistate in rappresentanza della Germania Est.

### Olimpiadi
- 1 medaglia:
  - 1 argento (Mosca 1980 nel due di coppia)

### Mondiali
- 5 medaglie:
  - 2 ori (Bled 1979 nel due di coppia; Hazewinkel 1985 nel singolo)
  - 3 argenti (Monaco di Baviera 1981 nel quattro di coppia; Lucerna 1981 nel quattro di coppia; Duisburg 1983 nel quattro di coppia)